# Stefano Denswil
Stefano Wilfred Denswil (Zaandam, 7 de maio de 1993) é um futebolista surinamês que joga como zagueiro. Atualmente joga pelo Trabzonspor.

## Carreira
Revelado no Hellas Sport, uma equipe amadora de sua cidade, Denswil juntou-se às categorias de base do Ajax em 2001 e ajudou o time a ser campeão da Nike Eredivisie de 2011–12. Ele também marcou um gol no empate com a Internazionale na decisão da NextGen Series (torneio equivalente à Liga dos Campeões da UEFA para equipes Sub-20), mas o Ajax terminou derrotado por 5 a 3 nos pênaltis.
Promovido ao elenco principal, recebeu a camisa 34 do técnico Frank de Boer, fazendo sua estreia profissional em outubro de 2012, contra o ONS Sneek, pela terceira fase da Copa dos Países Baixos, e marcou um gol de falta no final do jogo, que terminou com vitória dos Ajacieden por 2 a 0. A estreia do zagueiro na Eredivisie foi contra o Vitesse. Somando todas as competições, Denswil jogou 39 partidas e marcou 3 gols com a camisa do Ajax.
Em janeiro de 2015, assinou um contrato de 3 temporadas e meia com o Club Brugge, tendo vencido a Copa da Bélgica. A primeira passagem de Denswik pelos Blauw-Zwart durou até 2019, com 177 jogos (144 pela Jupiler Pro League) e 10 gols marcados (6 na primeira divisão nacional).
Em julho de 2019, foi contratado pelo Bologna. O vínculo era válido por 3 anos com opção de renová-lo por mais uma temporada. Foram apenas 35 partidas oficiais com a camisa dos Rossoblù e nenhum gol marcado. Durante sua passagem pelo clube italiano, foi emprestado ao Club Brugge em janeiro de 2021, tendo vencido a Jupiler Pro League de 2020–21. Sem espaço no Bologna, foi novamente liberado para atuar por empréstimo, desta vez ao Trabzonspor, onde sagrou-se campeão turco em sua primeira temporada pela equipe
Em junho de 2022, foi anunciada a contratação em definitivo de Denswil, que assinou com a Karadeniz Fırtınası por 3 anos.

## Carreira internacional
Filho de surinameses, Denswil representou as seleções de base dos Países Baixos entre 2007 e 2013.
Em maio de 2023, passou a ser elegível para defender o Suriname, estreando pela De Natio em setembro, no empate por 1 a 1 com Granada, pela Liga das Nações da CONCACAF B de 2023–24.

## Vida pessoal
Fora do futebol, Denswil é um fã confesso de kickboxing. Ainda na juventude, ele diminuía o ritmo de treino para não prejudicar sua evolução na base do Ajax, e ainda pratica o esporte de forma regular. Sua admiração pelas 2 modalidades foi destaque em uma reportagem da revista Voetbal International.

## Polêmica no Instagram
Em julho de 2013, o zagueiro causou polêmica ao aparecer numa foto do instagram sem roupa ao lado de uma menina, que foi a responsável por tirá-la após dormir com o atleta e postou com o título "Lekker ploppen met Stefano Denswil" (se divertindo com Stefano Denswil).
A foto foi removida no mesmo dia, mas chegou a vários sites e causou repercussão nos Países Baixos. O então técnico do Ajax, Frank de Boer, mostrou incômodo com o incidente, mas reconheceu que Denswil poderia tê-lo evitado e pediu que se concentrasse na carreira, além de pedir para que o caso não virasse "uma distração".

## Títulos
Ajax
- Eredivisie: 2012–13, 2013–14
- Supercopa dos Países Baixos: 2013

Club Brugge
- Jupiler Pro League: 2015–16, 2017–18, 2020–21[15]
- Copa da Bélgica: 2014–15
- Supercopa da Bélgica: 2016, 2018

Trabzonspor
- Süper Lig: 2021–22
- Supercopa da Turquia: 2022